# Bundas
Bundas és un municipi de la província de Moxico. Té una extensió de 37.817 km² i 65.754 habitants. Comprèn les comunes de Lumbala Nguimbo, Luvuei, Lutembo, Sessa, Mussuma, Ninda e Chiume. Limita al nord amb els municipis de Moxico i Alto Zambeze, a l'est amb la República de Zàmbia, al sud amb els municipis de Rivungo i Mavinga, i a l'oest amb el municipi de Luchazes.